# 天主教卡希托教區
天主教卡希托教區（拉丁語：Dioecesis Caxitonensis）是安哥拉一個羅馬天主教教區，屬羅安達總教區。
教區於2007年6月6日成立，位於首都羅安達北郊，2010年時有240,000名教友（佔轄區總人口42.6%）、10個堂區和25名司鐸。現任教區主教為瑪利斯·奧斯定·卡穆托。